# Aleksander Czołowski

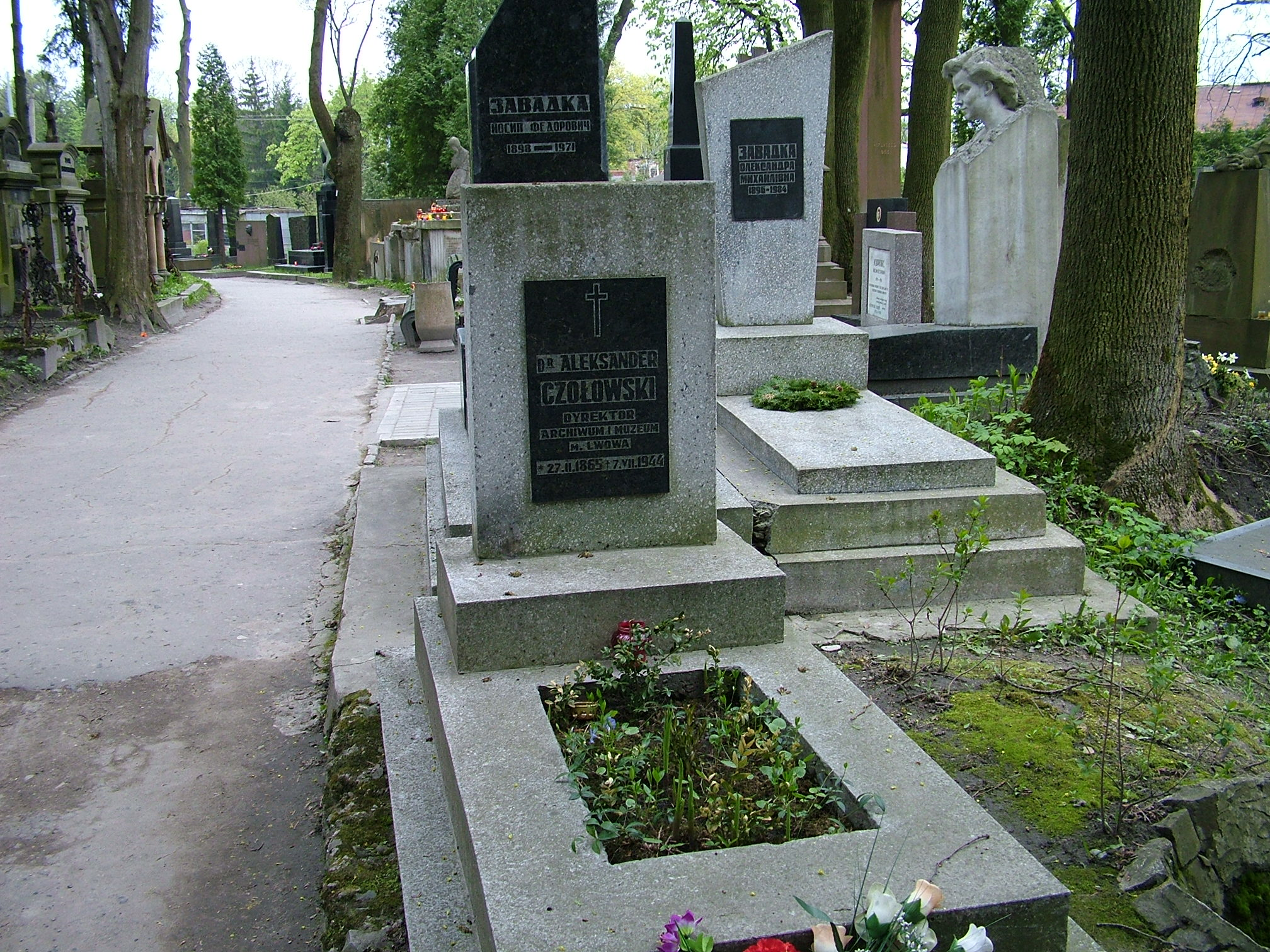
Grób Aleksandra Czołowskiego na Cmentarzu Łyczakowskim

Aleksander Czołowski (ur. 27 lutego 1865 w Krównikach, zm. 7 lipca 1944 we Lwowie) – polski historyk, antykwariusz, archiwista, dyrektor Muzeum Historycznego Miasta Lwowa i Muzeum Narodowego we Lwowie.

## Życiorys
W 1884 ukończył gimnazjum w Stanisławowie, po czym podjął studia na Wydziale Prawa Uniwersytetu Lwowskiego. Przeniósł się wkrótce na Wydział Filozoficzny uniwersytetu w Wiedniu. W 1890 ukończył studia na Wydziale Filozoficznym Uniwersytetu Lwowskiego, uzyskując stopień doktora filozofii. Był uczniem prof. Liskego. W 1891 objął stanowisko archiwariusza, a następnie dyrektora archiwum i podległych mu muzeów (w tym muzeum miejskiego) we Lwowie, piastując to stanowisko aż do czerwca 1939, gdy przeszedł na emeryturę. Był także kolekcjonerem dzieł sztuki i jednym z inicjatorów utworzenia we Lwowie galerii obrazów.
Był członkiem Polskiego Towarzystwa Gimnastycznego „Sokół” i członkiem przybranym wydziału historyczno-filozoficznego Towarzystwa Naukowego we Lwowie. Wyróżniał się jako człowiek rozległej wiedzy. Dzięki jego staraniom w 1893 powstało Muzeum Historyczne miasta Lwowa a także Muzeum Narodowe im. króla Jana III. Brał aktywny udział w bieżącym życiu miasta, w organizacji wystaw i zjazdów, pracach Towarzystwa Miłośników Przeszłości Lwowa i Polskiego Towarzystwa Historycznego. Członek korespondent Towarzystwa Muzeum Narodowego Polskiego w Rapperswilu od 1897 roku. W kręgu jego zainteresowań były zarówno lwowskie archiwa rządowe, jak też klasztorne i cechowe. W lipcu 1905 wraz z Józefem Białynią Chołodeckim odkrył grobowiec Gertrudy Potockiej w podziemiach kościoła w Witkowie. W 1906 został sekretarzem założonego wówczas Towarzystwa Miłośników Przeszłości Lwowa.
Po wybuchu I wojny światowej w 1914 został członkiem Miejskiej Straży Obywatelskiej we Lwowie (sekcja IV w dzielnicy I). 8 marca 1925 został wybrany wiceprezesem Polskiego Towarzystwa Heraldycznego we Lwowie.
Został pochowany na Cmentarzu Łyczakowskim.
Jego siostrą była Kazimiera, która poślubiła Władysława Szydłowskiego.

## Twórczość
- Lwów za ruskich czasów (1887)[12]
- Z przeszłości Jezupola i okolicy (1890)
- Bitwa pod Obertynem r. 1531 (1890)
- Najstarsza księga miejska 1382–1389 (1892)
- Sprawa sporu granicznego przy Morskiem Oku. Wywód historyczno-prawny z pięcioma kartami (1894)
- Księga przychodów i rozchodów miasta 1404–1414 (1896)
- Jan III i jego pomnik we Lwowie (1898)[13]
- „Mord rytualny”. Epizod z przeszłości Lwowa (1899)
- Odpowiedź rabinowi lwowskiemu dr. Jecheskielowi Caro w sprawie „mordu rytualnego” (1899)
- Księga przychodów i rozchodów miasta 1414–1426 (1905)
- W sprawie galerii miejskiej (1907)
- Grunwald 15 lipca 1410 (1910)
- Wysoki zamek (1910)
- Marynarka w Polsce. Szkic historyczny (1922)[1]
- Historja Lwowa: od założenia - do roku 1600 (1925)
- Przeszłość i zabytki województwa tarnopolskiego (1926)
- O polskie trofea w Rosji (1926)
- Memorjał pożaru miasta Lwowa (1927)
- Muzea Gminy Miasta Lwowa = Musées municipaux de la ville de Lwów (1929)
- Jan III i miasto Lwów: wspomnienie w trzechsetną rocznicę urodzin króla (1929)
- Dawne żeglarstwo polskie (1930)
- Ikonografia wojenna Jana III (1930)
- Polskie morze i Gdańsk w grafice i literaturze XVI-XX w. : przewodnik po wystawie urządzonej staraniem Muzeum Narodowego im. Króla Jana III, Lwow. Komitetu Floty Narodowej i Lwow. Oddziału Ligi Morskiej i Kolonialnej (1931)
- Jan III i zamek w Olesku (1935)
- Urządzenie pałacu wilanowskiego za Jana III z planem i 10 ilustracjami (1937)
- Lwowskie zbiory muzealne (1938)
- Zapomniany fortyfikator Zamościa (1938)
- Złoty szlak (1938)
- Tatarzy w Karpatach w 1594 r. Epizod z najazdów tatarskich na Polskę (1939)
- Najazd Tatarów na Lwów w 1695 r.
- Obraz dziejowy Lwowa
- Pogląd na organizację i działalność dawnych władz miejskich do 1848 r.
- Pomniki dziejowe Lwowa (wraz z Franciszkiem Jaworskim)[14][15][16]

## Odznaczenie
- Krzyż Kawalerski Orderu Odrodzenia Polski (10 listopada 1933)[17]